# Ignaz Bottengruber
Ignaz Anton Bottengruber (zm. we Wrocławiu) – niemiecki malarz, specjalizujący się w malowaniu wyrobów porcelanowych, czynny we Wrocławiu i w Wiedniu w pierwszej połowie XVIII wieku .
Dokładne daty życia i miejsce narodzin nie są znane. Przez większość swej kariery pracował we Wrocławiu. Tworzył w stylu barokowym i rokokowym miniatury, akwarele, zajmował się także emalierstwem artystycznym. Po rozpowszechnieniu się na Śląsku porcelany wyspecjalizował się w malowaniu na tym tworzywie, zdobiąc różne wyroby porcelanowe, szczególnie dla wrocławskiego kolekcjonera Pauliego . W okresie wrocławskim pracował jako tzw. Hausmaler (malarz domowy), czyli dekorator porcelany pracujący we własnym warsztacie, ale nie dla manufaktury, od której malarze tylko pozyskiwali niezdobione wyroby. Od 1735 do około 1740 mieszkał i tworzył w Wiedniu (w tym mieście musiał też pracować co najmniej do 1730, gdyż zachowały się sygnowane przez niego wyroby z podanym miejscem i datą malowania: „Wiedeń 1730”), a następnie znów we Wrocławiu .
Malarstwo Bottengrubera można znaleźć zarówno na porcelanie wiedeńskiej, jak i miśnieńskiej. Wartość ówczesnej porcelany zależy w dużej mierze od jakości dekoracji, zaś w przypadku twórczości Bottengrubera przewyższa ona z reguły wartość dekoracji wykonanej w wytwórni. Malował w stylu jednoznacznie barokowym – wiele jego dzieł jest w oprawie rocaille’owych wywijasów i gałązek kwiatowych. Specjalizował się w scenach batalistycznych i myśliwskich oraz w pełnych bogactwa tematach klasycznych. Według George Savage’a „można go uważać za najwybtniejszego spośród dekoratorów–chałupników”.
Zdobiona przez niego porcelana znajduje się m.in. w zbiorach Muzeum Narodowego w Warszawie, Muzeum Narodowego we Wrocławiu, Metropolitan Museum of Art, Germanisches Nationalmuseum, Państwowych Zbiorach Sztuki w Dreźnie, berlińskim Kunstgewerbemuseum, Muzeum Brytyjskim, wiedeńskim Museum für angewandte Kunst, Landesmuseum Württemberg, Museum für Kunst und Gewerbe Hamburg oraz kanadyjskim Gardiner Museum .
Jego uczniami byli Hans Gottlieb von Bressler oraz Carl Ferdinand von Wolfsburg .

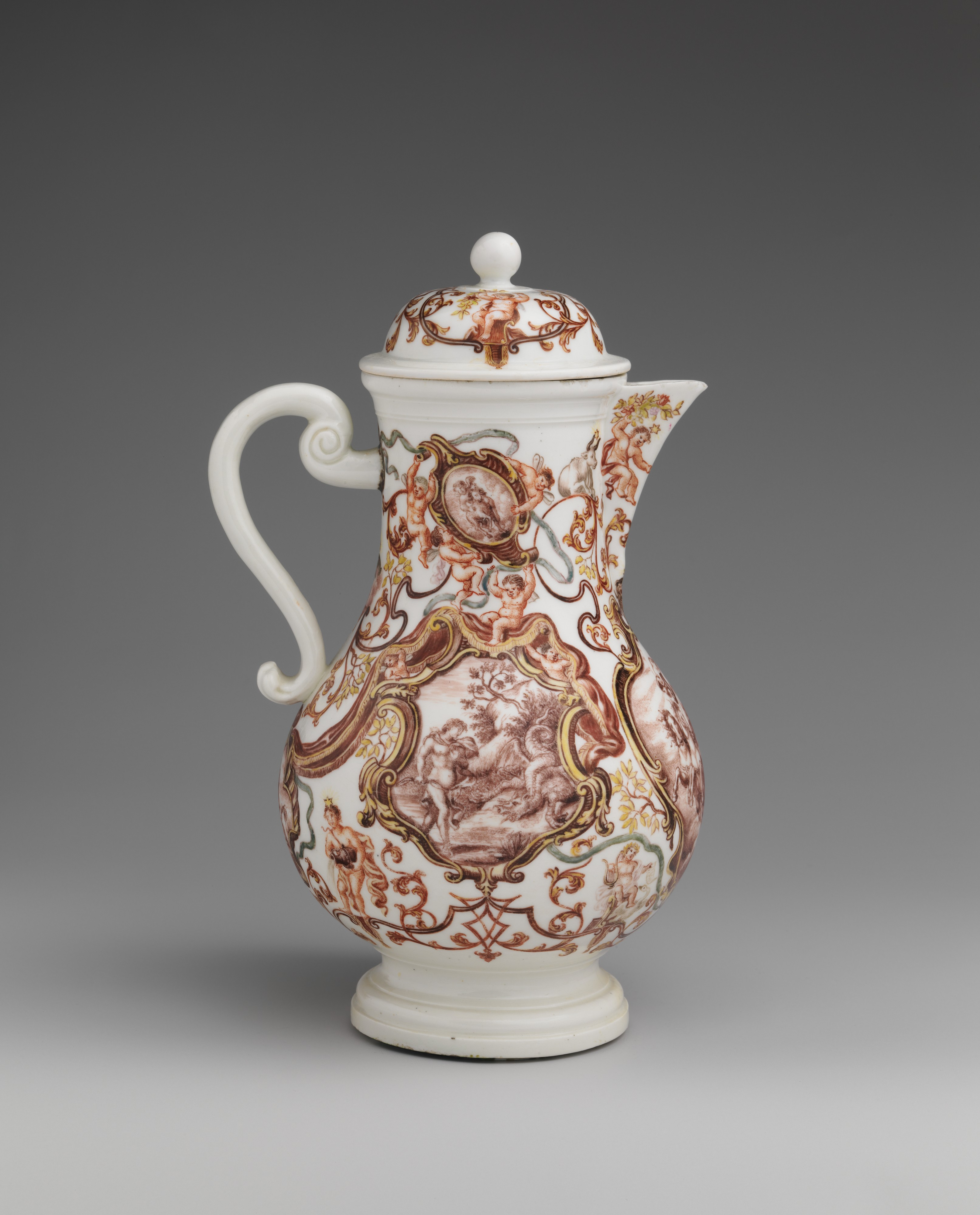
Dzbanek na kawę, porcelana miśnieńska, ok. 1715–30. Metropolitan Museum of Art
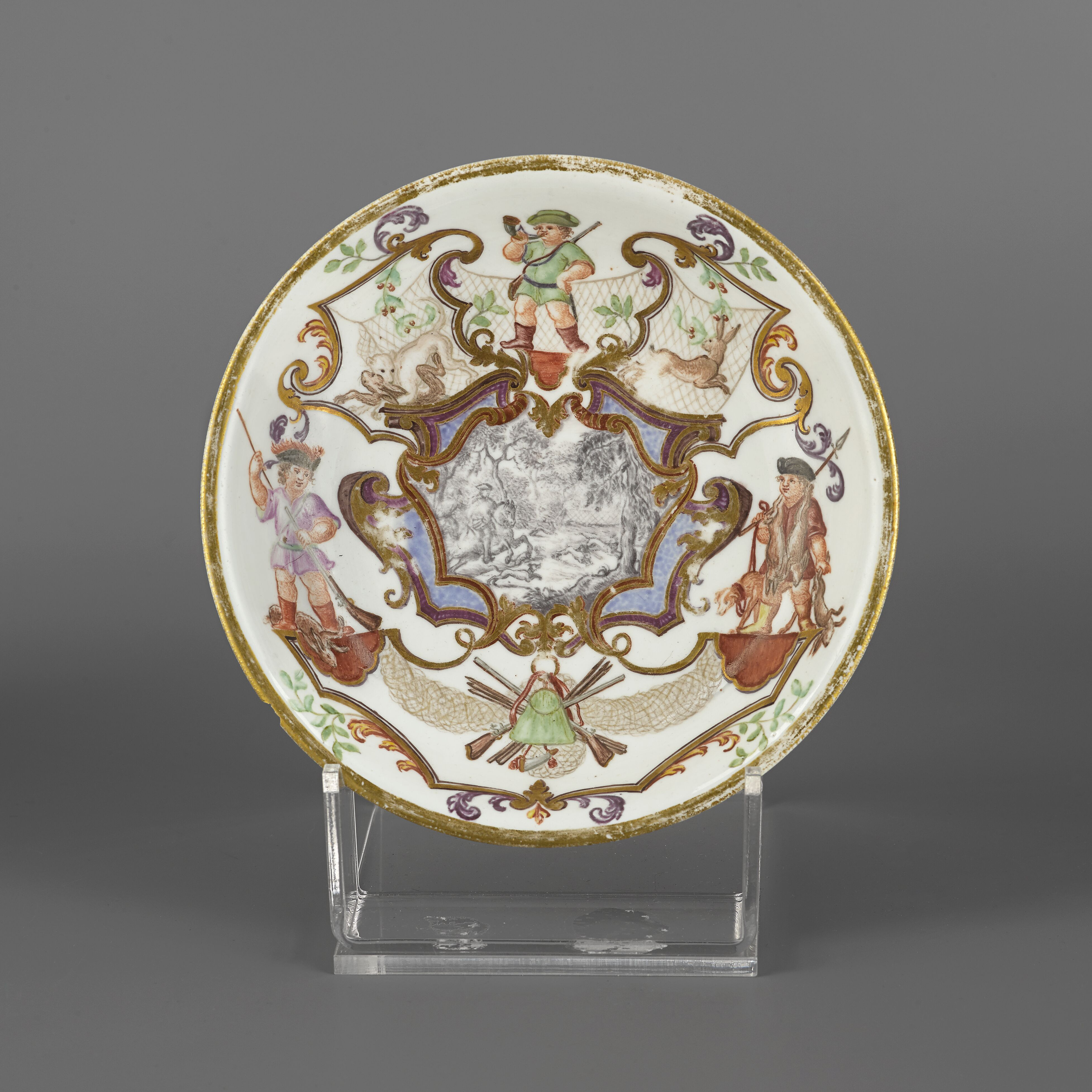
Spodek ze sceną myśliwską, porcelana wiedeńska, ok. 1725–28. Muzeum Narodowe w Warszawie
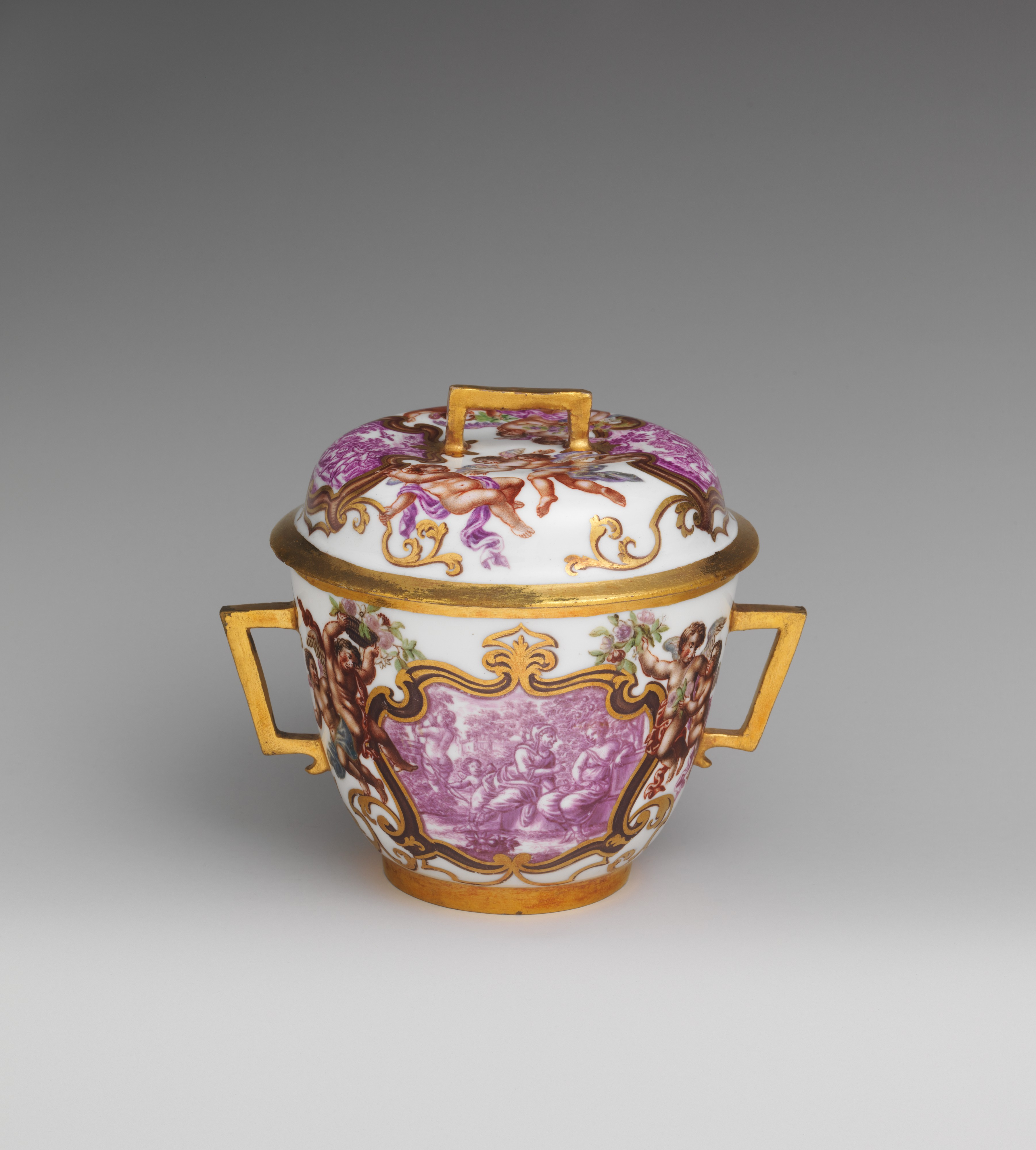
Kubek z pokrywką, porcelana miśnieńska, ok. 1725–30. Metropolitan Museum of Art
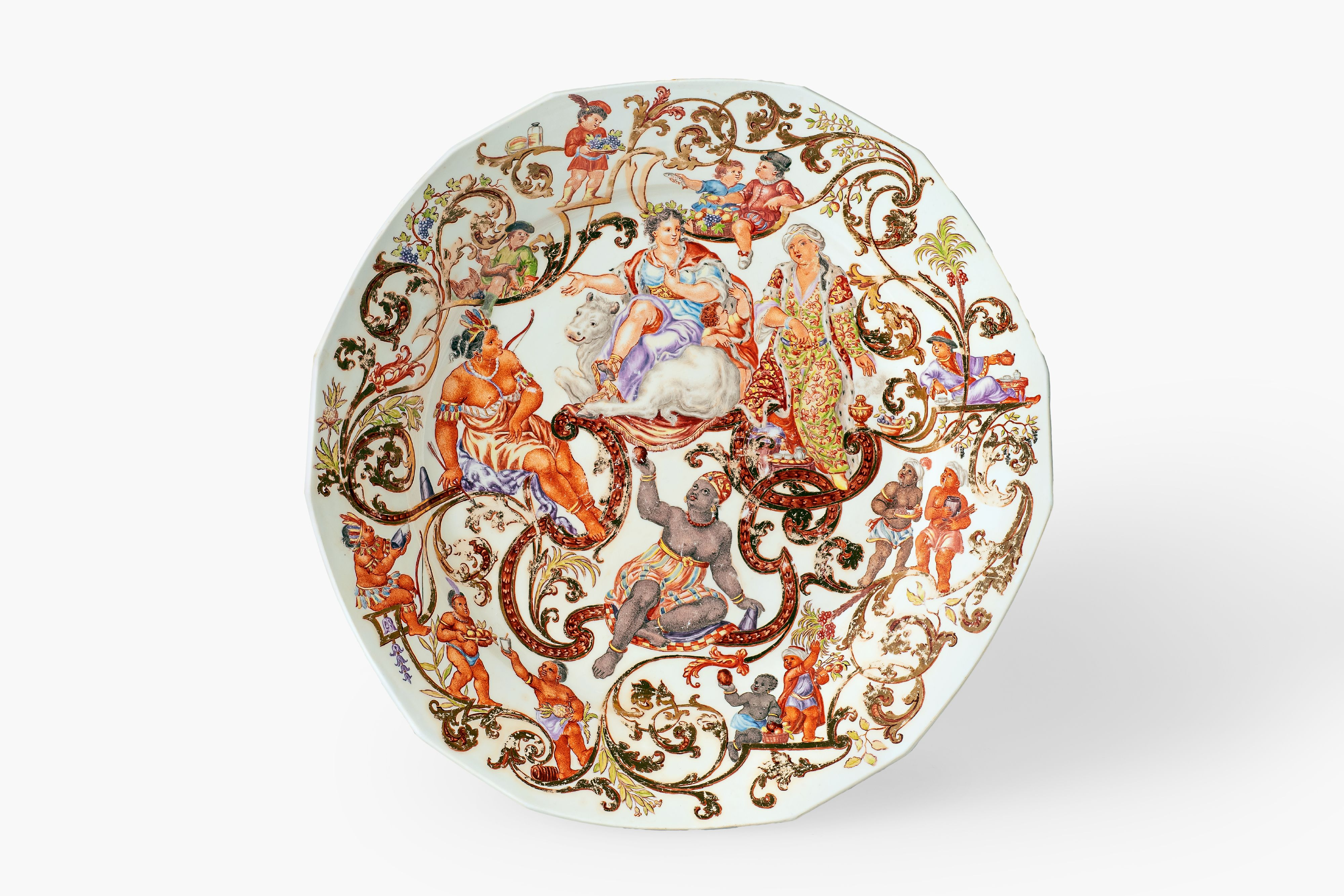
Talerz z przedstawieniem Czterech Kontynentów, porcelana wiedeńska, ok. 1730. Museum für Kunst und Gewerbe Hamburg